# انست (آرکانزاس)
انست (آرکانزاس) (به انگلیسی: Kensett, Arkansas) یک شهر در ایالات متحده آمریکا با جمعیت ۱٬۷۹۱ نفر است که در آرکانزاس واقع شده‌است.

## موقعیت جغرافیایی
موقعیت جغرافیایی شهرها و مناطق اطراف به شرح زیر است: